# Rosina Lawrence
Rosina May Lawrence (30 de diciembre de 1912 – 23 de junio de 1997) fue una actriz y cantante británico-canadiense. Tuvo una carrera corta pero memorable en las décadas de 1920 y 1930 en Hollywood antes de casarse en 1939 y retirarse del entretenimiento.

## Primeros años
Nacida en Westboro, un suburbio de Ottawa, Lawrence era hija de George Frederick Francis Lawrence, carpintero, y Annie Louise Hagar, quien se mudó de Ramsgate, Inglaterra a Ottawa, Ontario, Canadá en 1910. George Lawrence encontró trabajo como operador de tranvía , luego como constructor de viviendas.
La familia se mudó a Boston en 1922 y luego se mudó a California. En 1925, tuvo una caída accidental en el patio de una escuela en Los Ángeles lo que le provoco parálisis en el lado izquierdo del cuerpo, afectado entre otra cosas su pierna. En el tratamiento posterior, La bailoterapia  fue sugerida por su médico para la recuperación del hemicuerpo izquierdo, esto le ayudo a  desarrollar la danza y por ende, concretar compromisos profesionales posterimente.
Lawrence fue una de las primeras mujeres en nadar en Lago Tahoe en Nevada.

## Filmografía[4]
| Título                          | Año  | Género(s)        | Duración |
| ------------------------------- | ---- | ---------------- | -------- |
| In campagna è caduta una stella | 1939 | Comedia          | 86 min   |
| Laurel y Hardy en el Oeste      | 1937 | Acción, Comedia  | 64 min   |
| Hearts Are Thumps               | 1937 | Comedia          | 10 min   |
| Pick a Star                     | 1937 | Comedia, Música  | 76 min   |
| Nobodys Baby                    | 1937 | Comedia          | 68 min   |
| El secreto de Charlie Chan      | 1936 | Crimen, Misterio | 72 min   |
| Bored of Education              | 1936 | Comedia          | 10 min   |
| Spooky Hooky                    | 1936 | Comedia, Familia | 10 min   |
| On the Wrong Trek               | 1936 | Comedia          | 18 min   |
| Arbor Day                       | 1936 | Familia, Comedia | 20 min   |
| Mister Cinderella               | 1936 | Comedia          | 75 min   |
| Neighborhood House              | 1936 | Comedia          | 55 min   |
| Pan Handlers                    | 1936 | Comedia          | 19 min   |
| General Spanky                  | 1936 | Bélica, Comedia  | 71 min   |
| $10 Raise                       | 1935 | Comedia          | 71 min   |
| La magia de la música           | 1935 | Comedia, Drama   | 66 min   |
| Your Uncle Dudley               | 1935 | Comedia          | 70 min   |
| The Great Gabbo                 | 1929 | Drama, Romance   | 94 min   |

## Muerte
Lawrence murió de cáncer el 23 de junio de 1997 en la ciudad de Nueva York, a los 84 años.